# Radziłów (gemeente)
De gemeente Radziłów is een landgemeente in het Poolse woiwodschap Podlachië, in powiat Grajewski.
De zetel van de gemeente is in Radziłów.
Op 30 juni 2004 telde de gemeente 5142 inwoners.

## Oppervlakte gegevens
In 2002 bedroeg de totale oppervlakte van gemeente Radziłów 199,38 km², waarvan:
- agrarisch gebied: 70%
- bossen: 9%

De gemeente beslaat 20,61% van de totale oppervlakte van de powiat.

## Demografie
Stand op 30 juni 2004:
| Omschrijving                   | Totaal | Totaal | Vrouwen | Vrouwen | Mannen | Mannen |
| ------------------------------ | ------ | ------ | ------- | ------- | ------ | ------ |
| eenheid                        | aantal | %      | aantal  | %       | aantal | %      |
| inwoners                       | 5142   | 100    | 2576    | 50,1    | 2566   | 49,9   |
| bevolkingsdichtheid (inw./km²) | 25,8   | 25,8   | 12,9    | 12,9    | 12,9   | 12,9   |

In 2002 bedroeg het gemiddelde inkomen per inwoner 1395,98 zł.

## Plaatsen
Barwiki, Borawskie-Awissa, Borawskie-Awissa-Kolonia, Brodowo, Brychy, Czachy, Czaple, Czerwonki, Dębówka, Dusze, Glinki, Grąd, Janowo, Karwowo, Kieljany, Klimaszewnica, Słucz-Kolonie, Konopki, Konopki-Awissa, Kownatki, Kramarzewo, Łoje-Awissa, Łoje-Gręzko, Mikuty, Mścichy, Okrasin, Ostrowik, Racibory, Radziłów, Radziłów-Kolonia, Rydzewo-Pieniążek, Rydzewo Szlacheckie, Słucz, Sośnia, Szlasy, Szyjki, Święcienin, Święcienin-Kolonia, Wiązownica, Wypychy, Zakrzewo, Zawisie.

## Aangrenzende gemeenten
Goniądz, Grajewo, Jedwabne, Przytuły, Trzcianne, Wąsosz